# 曹思源
曹思源（1946年1月—2014年11月28日）江西景德镇人，中华人民共和国法学家，宪法、企业破产法学者，自由派知识分子。1980年代他曾主持起草中国首部《企业破产法》，公开倡导竞争性产业私有化、反复提出几十项修宪建议，而被称为“曹破产”、“曹私有”、“曹宪政”。

## 生平
1968年毕业于中共江西省委党校。1982年毕业于中国社会科学院研究生院，先后在中共中央党校、国务院研究中心、国务院办公厅和国家体改委工作，成为赵紫阳主政时期的政府智囊，其主张中国政治改革要走非暴力民主议会之路。
1988年曹思源辞去公职，先后创建了包括北京思源社会科学研究中心，思源兼并与破产咨询事务所等在内的多个民间社会科学研究及咨询机构，先后为深圳、海南、沈阳、沙市、景德镇、北海、淮阴等地方政府，北京、上海、浙江、运城等法院，以及100多家企业提供有关招商引资、破产程序、兼并收购、企业重组和股份制改造等领域的法律咨询和中介服务，被法学界人士尊称为“曹破产”。
1989年民运期间，曹思源曾受全国人大常委胡绩伟的委托，组织要求召开全国人大常委紧急会议，因触怒高层而被捕，一年后获释。
2011年，曹思源罹患癌症，仍继续参加各种学术会议和讲座，关注中国民主改革，呼吁以修宪推动中国民主转型。2014年11月28日，因病在北京中国人民解放军总医院逝世，享年68岁。

## 荣誉
- 《亚洲周刊》：“影响中国新世纪的50位名人”之一
- 《远东经济评论》：“亚洲风云人物”[1]